# 无窑烧制

位于马里的平地堆烧

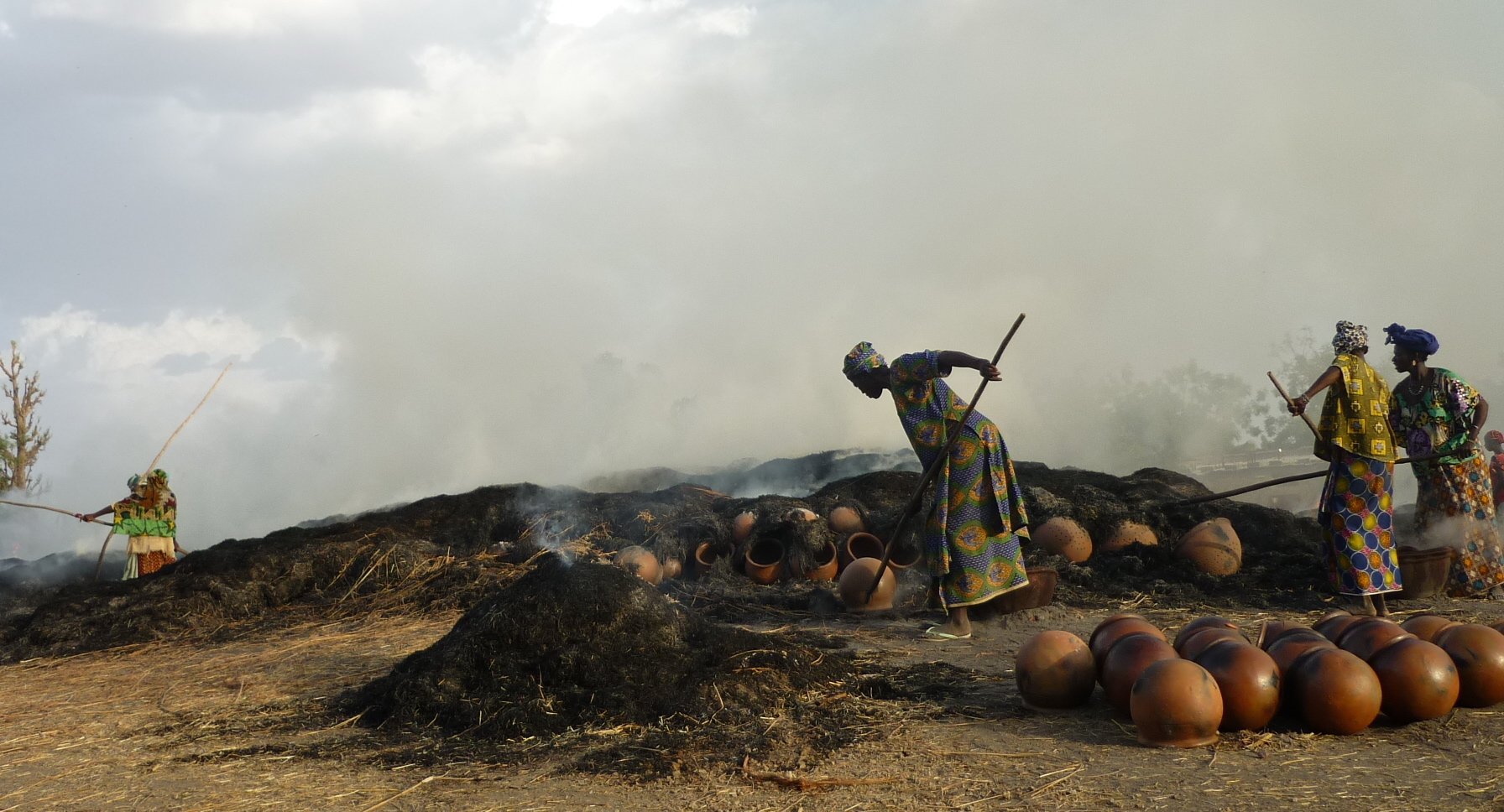
烧制后取出陶器

无窑烧制是一系列不使用窑炉、燃料与陶坯直接接触的陶器烧制方式。包括直接在地面上堆砌燃料烧制的平地堆烧，在坑内烧制的坑穴堆烧，陶坯上覆盖稻草后用涂抹泥浆等的一次性薄壳窑等。比起使用窑炉，无窑烧制的烧制过程升温剧烈、烧成温度较低、因燃料与陶坯直接接触而容易形成黑斑，且难以控制烧制的氧化还原气氛。无窑烧制是最早的陶器烧制方式，出现自新石器时代早期，至今仍广泛应用于东南亚、非洲、美洲等世界各地。